# رمز غير معروف
رمز غير معروف هو فيلم من نوع دراما أُصدر في 1 فبراير 2001. الفيلم من إنتاج MK2 ‏، ومن توزيع بيم للتوزيع ‏، وهو من إخراج وسيناريو مايكل هاينيكي.

## القصة
تقع أحداث الفيلم في باريس.

## طاقم التمثيل
- جولييت بينوش
- برونو تودستشيني
- ديدييه فلامانت
- Costel Cașcaval  [لغات أخرى]‏
- Mihai Gruia Sandu [الإنجليزية]‏
- Pascal Loison ‏
- إيرينا لوبتشانسكي  [لغات أخرى]‏
- Andrée Tainsy [الإنجليزية]‏
- Batala (music) [الإنجليزية]‏
- كارلو براندت  [لغات أخرى]‏
- جبريل كوياتي
- فلورنسا لورا-سااللي [الإنجليزية]‏
- تيري نوفيك
- جين-يوفيس كاتلياس  [لغات أخرى]‏
- Marc Duret [الإنجليزية]‏
- نتالي ريتشارد
- Philippe Demarle  [لغات أخرى]‏
- Walid Afkir  [لغات أخرى]‏
- لومينيتسا غيورغي
- أيسي مايغا
- آرسينيه خانجيان
- موريس بنيشو
- بوينس ماليك  [لغات أخرى]‏
- Josef Bierbichler [الإنجليزية]‏
- مايكل هاينيكي
- Paulus Manker [الإنجليزية]‏
- فيودور اتكين

## وصلات خارجية
- رمز غير معروف على موقع IMDb (الإنجليزية)
- رمز غير معروف على موقع ميتاكريتيك (الإنجليزية)
- رمز غير معروف على موقع الموسوعة البريطانية (الإنجليزية)
- رمز غير معروف على موقع روتن توميتوز (الإنجليزية)
- رمز غير معروف على موقع نتفليكس (الإنجليزية)
- رمز غير معروف على موقع ألو سيني (الفرنسية)
- رمز غير معروف على موقع Turner Classic Movies (الإنجليزية)
- رمز غير معروف على موقع أول موفي (الإنجليزية)
- رمز غير معروف على موقع بوكس أوفيس موجو (الإنجليزية)
- رمز غير معروف على موقع فيلمافينيتي (الإسبانية)